# 安顺木姜子
安顺木姜子（学名：Litsea kobuskiana）为樟科木姜子属下的一个种。